# Impromtu phantasie
Impromptu phantasie (фр. фантазія-експромт) – автобіографічна новела (за визначенням авторки − нарис) української письменниці Ольги Кобилянської, видана в 1894 році. Новела є зразком неоромантизму, також містить елементи символізму, зображаючи тонку пристрасну натуру жінки, її життєлюбність та глибокий духовний світ, сповнений почуттів.

## Сюжет
Експозиція твору представлена у вигляді розповіді про дитячі роки головної героїні, її емоції, звички, уподобання, вдачу. Зав’язкою новели є сцена, де дівчинка ловить норовливого коня за вуздечку та отримує покарання за власний вчинок. Наступним йде епізод, під час якого стройник налагоджує фортеп’яно, що є розвитком подій. Кульмінація новели – виконання «Impromptu phantasie» стройником, що викликає сльози героїні, та обіцянка дівчинки навчитися грати. Останнім елементом твору є розв’язка, у якій ми дізнаємося, що головна героїня все ж не стала музиканткою, однак музика все ще змушує її відчувати.

## Історія написання
Твір було написано 1894 року у перерві між роботою над повістю «Царівна». Назва твору (алюзія на Шопена) суголосна з ідеєю, висловленою героїнею повісті Наталкою Веркович: «Вона уложила би життя кождої в музику. Напр., в сонати, в етюди без закінчень, в прелюдії...».
Вперше про композицію Шопена Кобилянська згадує у повісті «Людина» 1886 р., отже, ймовірно, вона чула її в живому виконанні (на той період інших способів послухати музичні твори не існувало) рідної сестри письменниці – Євгенії, яку вважали гарною піаністкою. Цього ж року Євгенія одружилася й забрала інструмент із собою, про що свідчить запис у щоденнику Ольги Кобилянської: «[…] через кімнату, де стояло фортепіано, я не можу перейти – його ж бо там більше нема». Отже, ймовірно, задля написання новели письменниця відтворювала композицію з пам’яті, оскільки сама не була майстерною піаністкою (що знаходить свій відбиток у «Фантазії-експромт»).

## Літературне значення
Новела є своєрідною словесною імітацією твору Шопена. Фактично можна вважати нарис своєрідним перекладом з однієї художньої мови на іншу.
Спільною у музичної та літературної «Impromptu phantasie» є не лише назва. Твори Кобилянської та Шопена схожі за будовою: вони діляться на 5 частин, їм обом характерні циклічність та градація фраз.

Яскравим прикладом імітації типової музичної структури у новелі є епітетна градація, за визначенням О. Рисака – «виразне crescendo»:
«Я сама – то та «звихнена слава».
Я вижидаю щастя щодня і щогодини.
Я відчуваю, як життя лежить переді мною не як щось сумне, безвідрадне, важке до перенесення, але як би один пишний, святочний день, гаряче пульсуючий, приваблюючий, широкий, пориваючий образ або немов яка соната.
Так, немов музика.
Солодкі, упоюючі, сумовиті звуки. Роздразнюючі, пориваючі, покликуючі, вбиваючі… а одначе!.. одначе…
Я не вчилася музики ніколи.
Я ніколи, ніколи не могла “Impromtu phantasie” сама грати! Але коли чую її, як другі грають, то душа моя наповняється слізьми. Що се таке?
Що се є, що крізь усей той блиск, котрий хвилює так розкішно крізь мою душу… в’ється щось, немов жалібний креповий флер? І що я помимо того, що в моїх жилах пливе кров будучини, не маю будучини, не маю в житті своїм полудня?
........................................
Коли чую музику – готова я вмирати.
Стаю тоді божевільно-відважна; стаю велика, погорджуюча, любляча…

Що й залежить на мені, коли лиш музику чую!..»
Із наведеної частини новели яскраво виділяється ще одна особливість прози Кобилянської – написаний короткими абзацами текст, очевидно розрахований на візуальне сприйняття. Такому тексту притаманна своєрідна “акордна” структура: абзаци складаються з речень − “тонів” та утворюють “звукову” єдність – “акорд”.